# Atak na konsulat USA w Bengazi
Atak na konsulat USA w Bengazi – skoordynowany atak terrorystyczny przeprowadzony w nocy z 11 na 12 września 2012 r. w libijskim mieście Bengazi przez bojowników islamskich z organizacji terrorystycznych Ansar asz-Szari’a i Al-Ka’ida Islamskiego Maghrebu na konsulat amerykański. W wyniku przeprowadzonego ataku zginęło 4 obywateli USA, w tym amerykański ambasador w Libii J. Christopher Stevens.

## Okoliczności zamachu
Wieczorem 11 września 2012 r.  tłum uzbrojonych i agresywnych mężczyzn otoczył budynek konsulatu Stanów Zjednoczonych w odpowiedzi na podawane przez islamskie media informacje o nakręceniu w USA filmu "Niewinność islamu", w którym przedstawiono proroka Mahometa uprawiającego seks, określając go jako kobieciarza, pedofila i oszusta. 
Około godziny 21:15, na krótko przed eskalacją napięcia ambasador USA w Libii J. Christopher Stevens w konsulacie zakończył spotkanie ze swoim tureckim odpowiednikiem, po czym udał się do jednego z budynków misji dyplomatycznej.
Wraz z wybuchem gwałtownych starć ok. godz. 21:40 wmieszani w tłum islamiści wykorzystując panujące zamieszanie ostrzelali budynek z ręcznych granatników przeciwpancernych RPG-7 i karabinów. Osobom przebywającym w konsulacie odcięto wszelkie drogi ucieczki. Do konsulatu wdarł się tłum, dokonując jego podpalenia.
Przebywający wewnątrz budynku Amerykanie oraz libijscy pracownicy konsulatu zostali uwięzieni między płomieniami z jednej strony, a rozwścieczonym tłumem z drugiej. Ambasador Stevens i trzej inni pracownicy ambasady zostali oddzieleni od reszty personelu, gdy próbowali uciec na dach budynku; zmarli oni z powodu zatrucia dymem z pożaru.

## Ofiary śmiertelne i ranni
| Państwo           | Zabici | Ranni |
| ----------------- | ------ | ----- |
| Stany Zjednoczone | 4      | 4     |
| Libia             | -      | 7     |
| Razem             | 4      | 11    |

## Dochodzenie i następstwa ataku

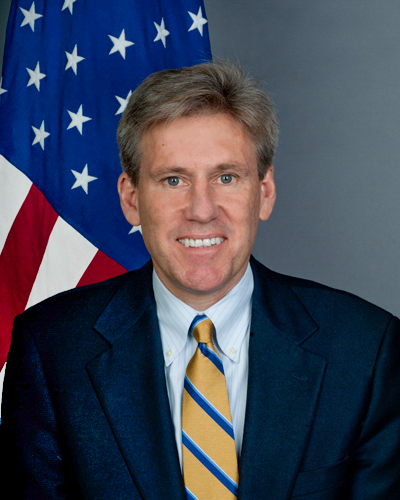
Ambasador USA J. Christopher Stevens, jedna z ofiar śmiertelnych

Według informacji podawanych przez CNN na trzy dni przed atakiem funkcjonariusze libijskich służb bezpieczeństwa ostrzegali dyplomatów USA przed zagrożeniem ze strony działających w okolicy uzbrojonych grup dżihadystów. Mimo to w momencie ataku ochronę konsulatu stanowiło siedmiu Libijczyków (czterech nieuzbrojonych ochroniarzy zajmujących się kontrolą gości wchodzących na teren placówki i trzech uzbrojonych członków jednej z lokalnych bojówek, "Brygady 17 lutego").
Kilka godzin po przeprowadzeniu ataku na konsulat USA w Bengazi, libijskie władze dokonały pierwszych czterech aresztowań w ramach trwającego dochodzenia. Po kilku dniach w areszcie znajdowało się już 50 osób, mogących mieć związek z przeprowadzonym zamachem. Według informacji przekazanych przez prezydenta Libii Mohameda Magariafa atak na konsulat był planowany od kilku miesięcy przez zagranicznych bojowników islamskich.
Na początku października 2012 r. na lotnisku w Stambule zatrzymano dwóch Tunezyjczyków podejrzewanych o udział we wrześniowym ataku. Mężczyźni próbowali wjechać do Turcji posługując się fałszywymi paszportami i zostali zatrzymani przez antyterrorystyczne oddziały policji w porcie lotniczym Stambuł-Atatürk.
16 października 2012 r. sekretarz stanu USA Hillary Clinton w toku prowadzonej kampanii wyborczej na prezydenta USA pomiędzy urzędującym prezydentem Barackiem Obamą a Mittem Romneyem poinformowała, iż bierze na siebie odpowiedzialność za to, co stało się w amerykańskim konsulacie w Bengazi.
18 grudnia 2012 r. w raporcie niezależnej komisji, która badała okoliczności ataku na konsulat USA w Bengazi wskazano, że Departament Stanu wskutek licznych uchybień nie zapewnił pracownikom konsulatu odpowiedniego poziomu bezpieczeństwa. Zgodnie z zaleceniami wynikającymi z raportu zdecydowano się na wysłanie setek dodatkowych żołnierzy piechoty morskiej do ochrony amerykańskich placówek dyplomatycznych, które mogą być najbardziej narażone na podobne ataki terrorystyczne co w Bengazi. Kilka dni po opublikowaniu raportu do dymisji podało się czterech wysokiej rangi urzędników amerykańskiego Departamentu Stanu USA, w tym Eric Boswell, który kierował Biurem ds. Bezpieczeństwa Dyplomatycznego.
W czerwcu 2014 r. zatrzymany przez Amerykanów został Ahmed Abu Khatallah, podejrzany o zorganizowanie ataku w Bengazi.
W październiku 2017 r. amerykańskie służby specjalne pojmały w Libii Mustafę al-Imama, kolejnego z podejrzanych o dokonanie zamachu terrorystycznego na amerykański konsulat.